# Devil's Den
Hovedartikel: Slaget ved Gettysburg, Anden dag
Devil's Den er betegnelsen for et område syd for Gettysburg i Pennsylvania, hvor der foregik nogle intense kampe i slaget ved Gettysburg under den amerikanske borgerkrig

## Beskrivelse
Devil's Den er et klippefyldt område med krat og lave træer i den sydligste del af Houck's Ridge, direkte vest for Little Round Top tværs over Plum Run Valley (som soldaterne døbte "Valley of Death"). Området domineres af en gruppe store klippestyrker. Dette grundfjeld, som minder om granit, er blandt geologerne kendt som "Gettysburg Sill", det er omkring 1.600 meter bredt og 550 meter dybt og strækker sig omkring 60 km i længden direkte gennem slagmarken ved Gettysburg. Det blev dannet for ca. 180 mio. år siden under og i lag af sandsten og skifer som dækkede området og i tidens løb blev det tvunget op gennem de eksisterende lag. Der hvor laget er blevet blotlagt så det udsættes for vand, der fryser om vinteren i revner og sprækker er det blevet brudt op i mindre stykker, der er eroderet til klippeblokke.
Oprindelsen af navnet "Devil's Den" er usikker. Alle dokumenterede referencer til navnet stammer fra tiden efter slaget, om end historikeren John B. Bachelder i sin rejsebeskrivelse fra 1873, Gettysburg: What to See and How to See It hævdede, at det var det navn det havde fået lokalt inden slaget. I historier fra den lokale beboer Emanuel Bushman, der første gang blev nedskrevet i 1884, hævdes det at der boede et "kæmpeslange" i området. En beretning fra Salome Myers Stewart i 1913 omtalte en slange, der blev kaldt "The Devil", som aldrig blev fanget, og derfor blev legendarisk. Nogle beretninger fra soldater efter slaget begyndte at bruge navnet "Devil's Cave" eller "Devil's Den" på grund af områdets udseende. Klippeblokkene, der ligger løst mellem hinanden danner adskillige naturlige huler – "den" betyder hule. På den øverste vandrette del af en af de øverste blokke er der en lavning, der fungerer som en cisterne. Når den ses ovenfra ligner hulnngen en stor flyvende flagermus med horn —"devil" delen af navnet. De naturlige huler og gallerier mellem blokkene gav dækning til snigskytter under slaget. I slutningen af det 19. århundrede var navnet "Devil's Den" blevet stedets almindelige betegnelse.

## Slaget ved Gettysburg
Området fik betydning på andendagen af kampen omkring Gettysburg, 2. juli 1863, på grund af et konfødereret angreb fra generalløjtnant James Longstreets Første Korps, som rullede gennem området. Det blev udført af divisionen under generalmajor John Bell Hood, og omfattede både Texas Brigaden og 3. Arkansas. Angrebet var rettet mod den venstre flanke af Unionshæren Army of the Potomac og ramte Devil's Den såvek som de højereliggende terræn ved Little Round Top. Devil's Den blev forsvaret af unionens 3. Korps i form af divisionen under generalmajor David B. Birney, som senere fik forstærkninger fra 5. Korps.

### Snigskytter
I dag er offentlighedens interesse i reglen kun fokuseret på snigskytte aktiviteten der var kendetegnende for Devil's Den senere i slaget. Rent faktisk er Devil's Den blevet til noget af en legende blandt snigskytter på grund af en bestemt episode, der foregik under andendagens kamp. En konfødereret snigskytte havde taget opstilling og generede et af Unionens artilleribatterier, og forhindrede dem i at skyde.
| Citat | Blandt de interessante hændelser der fandt sted på Little Round Top var den summariske måde hvorpå en skarpskytte blev fjernet i det bageste del af Devil's Den. Han havde skjult sig bag en stenvæg mellem to blokke og i lang tid blev vi generet af skud fra den retning, en af dem kæmmede rent faktisk mit hår over det venstre øre og ramte gennem skulderen på en mand, der var lidt højere end jeg, som stod i dækning bar mig. Til sidst lokaliserede vi hans skjul ved hjælp af en kikkert. Der kom små røgskyer derfra inden kuglerne kom susende forbi ørerne på os. Vi ladede en af vore kanoner med en sprænggranat, tog omhyggeligt sigte og lod granaten sprænges mod klipperne. Vi regnede med at skuddet havde skræmt ham væk, da vi ikke længere blev generet af skud fra den retning. Da slaget var ovre red vi over til Devil's Den og bag muren fandtg vi en død konfødereret soldat, der lå på ryggen og så vidt vi kunne se ikke havde noget mærke på kroppen, og vi blev helt overbevist om at chocket fra granaten havde taget livet af ham. | Citat |
| Kaptajn Augustus P. Martin, leder af 5. Korps artilleri ved Gettysburg. Gettysburg Compiler, 24. oktober 1899. | |       |

## Eksterne links
- The Devil's Den Sharpshooter Re-Discovered Arkiveret 28. februar 2009 hos  Wayback Machine
- CSA Brigadegeneral Jerome B. Robertsons rapport efter slaget, Devil's Den Arkiveret 28. juni 2011 hos  Wayback Machine
- "For Ninety Nine Years or the War" Historien om 3. Arkansas ved Gettysburg Arkiveret 22. april 2004 hos  Wayback Machine

39°47′29″N 77°14′33″V / 39.7915°N 77.2424°V